# Сайрамский район
Сайрамский район (каз. Сайрам ауданы) — район Туркестанской области Казахстана. Район располагается вокруг города Шымкент.
Районный центр село Аксукент (быв. пос. Белые Воды). Расстояние до города Шымкента — 30 км.
Количество сельских округов — 11.
Количество населенных пунктов — 71.

## История
13 ноября 1957 года к Сайрамскому району была присоединена часть территории упразднённого Чимкентского района.

## Население
Район с преобладающим узбекским населением.
Национальный состав Сайрамского района по переписи 1939 г.
| Национальность / район (населенный пункт)                                              | Численность | Численность | Численность        | Численность  | Численность | Численность |
| Национальность / район (населенный пункт)                                              | весь район  | %           | с. Белые Воды (рц) | с. Карабулак | с. Сайрам   | прочие села |
| Всего                                                                                  | 43.841      |             | 1.841              | 6.761        | 8.111       | 27.128      |
| Узбеки                                                                                 | 23.817      | 54,33%      | 144                | 5.244        | 6.194       | 12.235      |
| Русские                                                                                | 7.691       | 17,54%      | 818                | 644          | 796         | 5.433       |
| Казахи                                                                                 | 6.679       | 15,23%      | 259                | 328          | 579         | 5.513       |
| Украинцы                                                                               | 3.146       |             | 513                | 212          | 230         | 2.191       |
| Татары                                                                                 | 591         |             | 21                 | 91           | 115         | 364         |
| Корейцы                                                                                | 289         |             | 40                 | 56           | 12          | 181         |
| Азербайджанцы                                                                          | 217         |             | 0                  | 64           | 57          | 96          |
| Немцы                                                                                  | 142         |             | 7                  | 11           | 13          | 111         |
| Таджики                                                                                | 25          |             | 0                  | 1            | 2           | 22          |
| Прочие (для областей, где население распределено ТОЛЬКО по НЕСКОЛЬКИМ национальностям) | 1244        |             | 39                 | 110          | 113         | 982         |

Источник:
- РГАЭ РФ     (быв. ЦГАНХ СССР), фонд 1562, опись 336, Д.Д. 966-1001 ("Национальный     состав населения по СССР, республикам, областям, районам"), Д.Д.     256-427 (табл. 26 "Национальный состав населения районов, районных     центров, городов и крупных сельских населенных пунктов")

### Национальный состав на начало2019 года
- узбеки — 148 175 чел. (71,26 %)
- казахи — 45 038 чел. (21,66 %)
- русские — 4813 чел. (2,31 %)
- турки — 4535 чел. (2,18 %)
- курды — 1799 чел. (0,87 %)
- азербайджанцы — 1152 чел. (0,55 %)
- другие — 2436 чел. (1,17 %)
- всего — 207 948 чел. (100,00 %).

### Национальный состав на начало2022 года
- узбеки — 160 968 чел. (71,96 %)
- казахи — 47 553 чел. (21,26 %)
- русские — 4 765 чел. (2,31 %)
- турки — 4 709 чел. (2,10 %)
- курды — 1 890 чел. (0,84 %)
- азербайджанцы — 1 228 чел. (0,55 %)
- другие — 2 563 чел. (1,14 %)
- всего — 223 676 чел. (100,00 %).

### Национальный состав на начало2023 года
- узбеки — 152 851 чел. (65,91 %)
- казахи — 63 708 чел. (27,47 %)
- турки — 3 942 чел. (1,70 %)
- русские — 3 822 чел. (1,65 %)
- азербайджанцы — 2 048 чел. (0,88 %)
- курды — 1 691 чел. (0,73 %)
- другие — 3 846 чел. (1,65 %)
- всего — 231 908 чел. (100,00 %).

### Национальный состав на начало2024 года
- узбеки — 157 120 чел. (66,34 %)
- казахи — 64 320 чел. (27,16 %)
- турки — 4 006 чел. (1,69 %)
- русские — 3 795 чел. (1,6 %)
- азербайджанцы — 2 099 чел. (0,88 %)
- курды — 1 706 чел. (0,72 %)
- другие — 3 779 чел. (1,59 %)
- всего — 236 825 чел. (100,00 %).[4]

### Национальный состав на начало2025 года
- узбеки — 160 916 чел. (66,97 %)
- казахи — 64 034 чел. (26,65 %)
- турки — 4 023 чел. (1,67 %)
- русские — 3 760 чел. (1,56 %)
- азербайджанцы — 2 096 чел. (0,87 %)
- курды — 1 738 чел. (0,72 %)
- другие — 3 681 чел. (1,53 %)
- всего — 240 248 чел. (100,00 %).[5]

### Динамика
| Численность населения | Численность населения | Численность населения | Численность населения | Численность населения | Численность населения | Численность населения | Численность населения | Численность населения | Численность населения |
| 1939                  | 2007                  | 2009                  | 2011                  | 2012                  | 2013                  | 2014                  | 2015                  | 2016                  | 2019                  |
| --------------------- | --------------------- | --------------------- | --------------------- | --------------------- | --------------------- | --------------------- | --------------------- | --------------------- | --------------------- |
| 43 841                | ↗241 500              | ↗281 898              | ↗295 843              | ↗306 400              | ↗311 155              | ↗319 785              | ↘195 495              | ↗200 611              | ↗207 948              |
| 2022                  | 2023                  | 2024                  |                       |                       |                       |                       |                       |                       |                       |
| ↗223 676              | ↗231 908              | ↗236 825              |                       |                       |                       |                       |                       |                       |                       |

## Населённые пункты Сайрамского района
- с. Акбастау
- с. Акбулак
- с. Аккала
- с. Аксукент
- с. Жибек-Жолы
- с. Карабулак
- с. Шапырашты
- с. Карамурт
- с. Карасу
- с. Манкент
- с. Кутарыс
- с. Акбай
- с. Касымбек Датка (село)
- с. Асиларык (село)

## Административное деление
1. Аксукентский сельский округ
2. Акбулакский сельский округ
3. Арысский сельский округ
4. Жибекжолинский сельский округ
5. Кайнарбулакский сельский округ
6. Карабулакский сельский округ
7. Карамуртский сельский округ
8. Карасуский сельский округ
9. Кутарысский сельский округ
10. Колкентский сельский округ
11. Манкентский сельский округ

## Главы
1. Халмурадов Розакул Сатыбалдиевич (1992—1993)
2. Ряписов Владимир Федорович (1993-1999)
3. Айтаханов Куаныш Айтаханулы (август 1999 — ноябрь 2003);
4. Омирзак Аметулы (ноябрь 2003 — 2006)
5. Тургумбеков Ауельхан Ельтаевич (2006- сентябрь 2006)
6. Мухит Уралбаевич Алиев (12 октября 2006 — 2010)
7. Кайназаров Валихан Анарбайулы (апрель 2010 — март 2016)
8. Сапарбаев Самат Айдарханович (апрель 2016—2017)
9. Мамаев, Бактияр Сапаралиевич (август 2017 — декабрь 2019)
10. Садибеков Уласбек Садибекович (декабря 2019 — март 2023)
11. Сабитов Арман Сабитович (июнь 2023 года - по настоящее время)

## Известные уроженцы
- Джандарбеков, Курманбек — певец, актер, режиссер, педагог, один из основателей национального профессионального театрального искусства, народный артист Казахстана.
- Калтаев, Карабай (1923—2012) — полный кавалер ордена Славы[12].
- Сапарбаев, Мардан — ученый, доктор педагогических наук, профессор академик Академии педагогических наук Республики Казахстан.
- Халмурадов, Розакул — общественный и государственный деятель, заслуженный гражданин ЮКО, почетный гражданин Сайрамского района.
- Исмаилов, Бахтияр — доктор технических наук, профессор, академик Международной академии информатизации.
- Голярко, Владислав —  победитель Международной экологической премии им. Д.Терешкевича, победитель телешоу "Eco Meken" на телеканале "Хабар"